# Wybory parlamentarne w Hondurasie Brytyjskim w 1961 roku

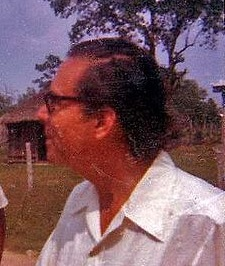
George Cadle Price

Wybory parlamentarne w Hondurasie Brytyjskim w 1961 roku zostały przeprowadzone w celu wyłonienia 18 członków Zgromadzenia Ustawodawczego. Zwycięstwo w nich uzyskała Zjednoczona Partia Ludowa (PUP), która zdobyła 18 mandatów. Po raz kolejny PUP została jedyną partią w parlamencie. Premierem został po raz kolejny George Cadle Price.

## Wyniki wyborów parlamentarnych
Do udziału w wyborach uprawnionych było 27 714 osób. Głosy oddało 22 033 obywateli, co dało frekwencję na poziomie 79,5%. Głos można było oddać na jednego z 47 kandydatów.
|  | Partia                              | Głosy  | Procent | Mandaty | % mandatów |
|  | ----------------------------------- | ------ | ------- | ------- | ---------- |
|  | Zjednoczona Partia Ludowa           | 13 975 | 64,67%  | 18      | 100%       |
|  | Narodowa Partia Niepodległości      | 5 107  | 23,63%  | -       | -          |
|  | Chrześcijańska Partia Demokratyczna | 5 107  | 11,63%  | -       | -          |
|  | Kandydaci niezależni                | 15     | 0,07%   | -       | -          |
|  | Głosy nieważne                      | 422    | 1,29%   | -       | -          |
|  | Razem głosy ważne                   | 21 611 | 100,0%  | 18      | 100,0%     |